# Tetraphenylsilan
Tetraphenylsilan ist eine chemische Verbindung aus der Gruppe der Carbosilane.

## Gewinnung und Darstellung
Tetraphenylsilan wurde zuerst 1886 von A. Polis durch gleichzeitige Reduktion von Tetrachlorsilan und Chlorbenzol mit metallischem Natrium in Diethylether hergestellt.
{\displaystyle \mathrm {4\ ClC_{6}H_{5}+\ SiCl_{4}\ +\ 8\ Na\longrightarrow Si(C_{6}H_{5})_{4}+8\ NaCl} }
Daneben kann es durch Reaktion von Phenyllithium mit Siliciumchlorid gewonnen werden.
{\displaystyle \mathrm {4\ LiC_{6}H_{5}+SiCl_{4}\longrightarrow Si(C_{6}H_{5})_{4}+4\ LiCl} }
Es entsteht auch bei der Zersetzung von Octaphenylcyclotetrasilan.

## Eigenschaften
Tetraphenylsilan ist ein weißer Feststoff, der unlöslich in Wasser ist. Es ist so stabil, dass es sich bei einer Temperatur von 550 °C ohne Zersetzung destillieren lässt. Es ist in Diethylether und Ethanol schwer und in heißem Benzol leicht löslich.